# 護衛驅逐艦

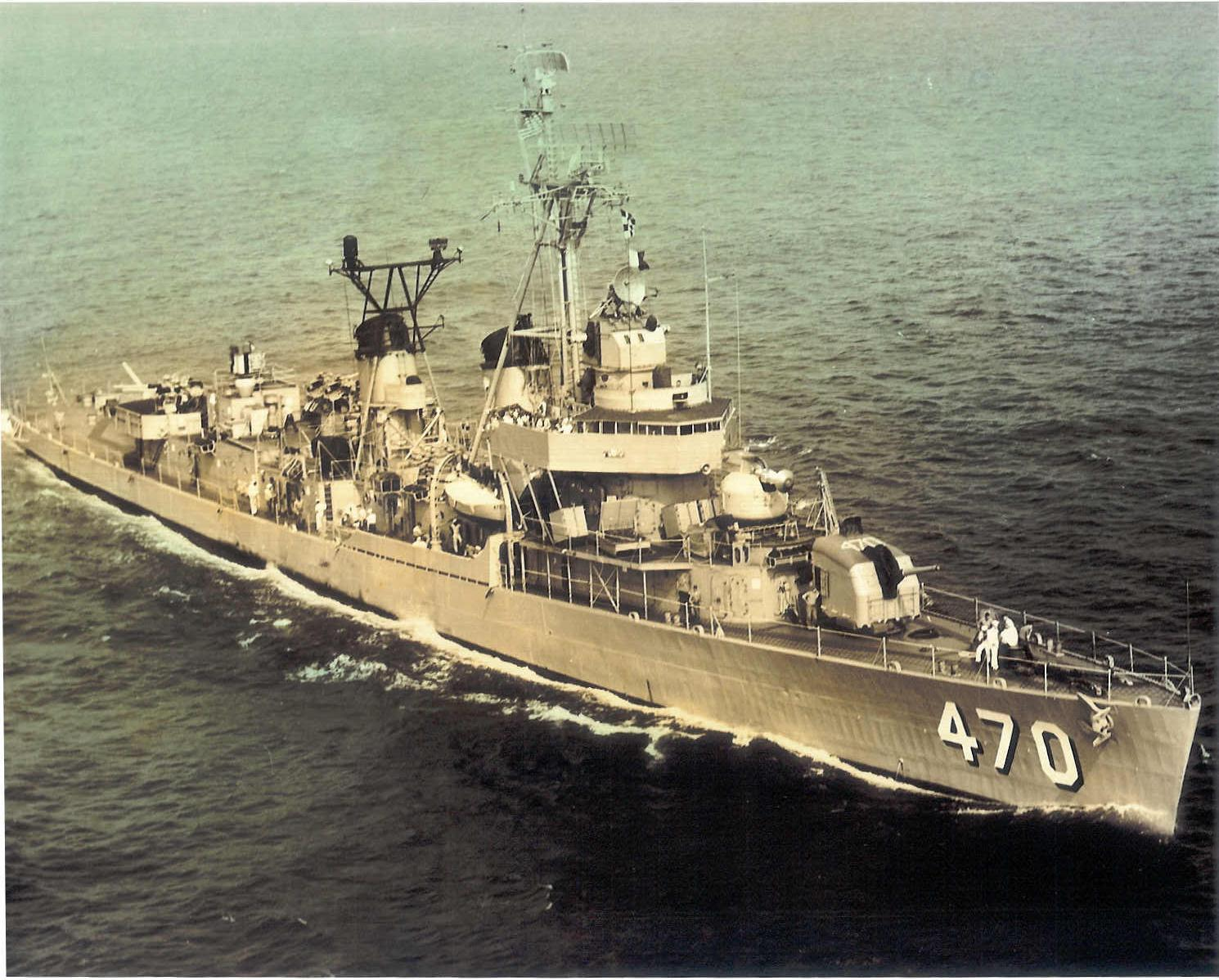
美國海軍，進行DDE改裝後，使用RUR-4 Alpha反潛火箭取代52號砲座。

護航驅逐艦是一種按照正規海軍標準建造的小型軍艦，主要用於戰時的防空與反潛任務，但同時保有傳統艦隊驅逐艦的許多能力，能夠與主力艦隊單位協同作戰，也可執行護航與反潛巡邏任務。一般而言，護航驅逐艦擁有足夠的速度與火力，能有效與敵方驅逐艦與巡洋艦進行交戰。
美國海軍的護航驅逐艦採用DDE為船體分類符號，原本為驅逐艦（DD），在第二次世界大戰後改裝並被指定為艦隊護航用途。這些驅逐艦保留了原有的船體編號。之後，在1950年3月，戰後的反潛戰驅逐艦（DDK）分類被併入DDE分類，所有DDK艦艇皆改列為DDE，但同樣保留原有編號。1962年6月30日，DDE分類被取消，所有DDE艦再度改為驅逐艦（DD）。
護航驅逐艦不應與第二次世界大戰中建造的更便宜、速度更慢、戰力較低、武裝較輕的護航驅逐艦混淆。

## 概念
第二次世界大戰爆發後，英國皇家海軍可用於護航商船船團的艦艇數量不足。當較現代化的驅逐艦被分配去掩護主力艦時，則使用第一次世界大戰期間建造的舊式驅逐艦，經改裝後用於船團護航。四艘V與W級驅逐艦被重新裝備現代防空與反潛武器。隨著戰時造船資源吃緊，其餘V與W級驅逐艦則只接受簡易改裝。其改裝內容包括拆除艦尾砲座以增加深水炸彈存量，拆除後方魚雷發射管並安裝3-英寸（76-）高射砲以護航歐洲近海船團。護航橫渡大西洋的驅逐艦則改裝為裝備刺蝟反潛迫擊砲（Hedgehog）取代艦首主砲，並拆除所有魚雷管以提升耐航性，同時將其中一座鍋爐改為額外的燃料儲存空間，以延長航程。透過驅逐艦換基地協議從美國獲得的舊驅逐艦也做了類似的改裝。
為了應對冷戰期間護航北約盟國補給船團的潛在需求，美國海軍也改裝了舊式驅逐艦。由於當時缺乏實際敵對行動需要保護商船，護航驅逐艦大多與反潛航空母艦（CVS）組成獵殺潛艇群共同作戰。作戰理論預設每艘CVS需由八艘DDE護航，其中四艘負責近距離護衛，其餘四艘則根據艦載機偵測到的潛艇位置進行攻擊。

## 「吉靈級」
基靈級驅逐艦改裝版本中，在B砲位（52號砲座）拆除5吋38倍徑砲，改裝為RUR-4 Alpha反潛火箭或刺蝟反潛砲。有時也會在01甲板後段（艦尾5吋砲上方）再裝設一門Alpha火箭發射器。

## 「佛萊契級」
弗萊徹級驅逐艦改裝版本中，拆除了所有魚雷發射管與三座5吋/38倍徑艦砲，只保留主甲板前後的砲座，並以Weapon Alpha反潛火箭取代B砲位的主砲。
英國皇家海軍對於第一次世界大戰時期建造的舊艦也進行了類似的改裝，以使其能夠執行護航等特定任務。